# Juegos Olímpicos de Oslo 1952
Los Juegos Olímpicos de Oslo 1952, oficialmente conocidos como los VI Juegos Olímpicos de Invierno, fueron un evento multideportivo internacional celebrado en Oslo, Noruega, del 14 al 25 de febrero de 1952. Oslo comenzó a mostrar interés en organizar una edición de este evento en 1935 y realizó una candidatura para los Juegos de 1948; sin embargo, la Segunda Guerra Mundial lo hizo imposible. No obstante, la ciudad consiguió el derecho a organizar los Juegos de 1952, sobreponiéndose a las propuestas de Cortina d'Ampezzo, Italia, y Lake Placid, Estados Unidos. Todas las instalaciones se encontraban en Oslo o su área metropolitana, a excepción de Norefjell, una montaña situada a 113 kilómetros de la capital en la que se disputaron las competencias de esquí alpino. Con el fin de hospedar a los participantes, se construyeron varios hoteles y apartamentos, constituyendo así la primera villa olímpica en unos Juegos de Invierno. La ciudad de Oslo cubrió todos los gastos de la financiación con la recaudación obtenida durante el desarrollo del evento.
A estos Juegos acudieron un total de 694 atletas —585 hombres y 109 mujeres— provenientes de 30 países, los cuales participaron en 26 especialidades pertenecientes a seis deportes olímpicos. Japón y Alemania volvieron a competir, después de haberles sido prohibida la participación en la anterior edición a causa de la Segunda Guerra Mundial, concluida tres años antes. El país germano solo fue representado por los atletas de Alemania Occidental, ya que Alemania del Este no aceptó la invitación de tomar parte en la competición en un conjunto que incluyese a participantes de todo el país. Tanto Portugal como Nueva Zelanda hicieron su primera aparición en una edición invernal. Además, fue la primera ocasión en la que se les permitió a las mujeres participar en las competencias de esquí de fondo.
El conductor de camiones noruego Hjalmar Andersen fue el atleta más condecorado de estos Juegos al conseguir tres medallas de cuatro posibles en los eventos de patinaje de velocidad. Alemania demostró su dominio en bobsleigh con las victorias en las modalidades de dos y cuatro hombres. Dick Button, de los Estados Unidos, realizó el primer triple salto en una competición internacional de patinaje artístico, lo que propició que obtuviese su segundo título olímpico consecutivo. Hubo un único deporte de demostración, el bandy, pero solo participaron tres países —todos escandinavos—. En lo que respecta al medallero total, Noruega fue la nación que más metales consiguió, 16, siete de ellos de oro. Estas olimpiadas se clausuraron con una ceremonia en la que se presentó una bandera que, según el acuerdo que se había tomado, pasaría de la ciudad organizadora a la siguiente. Esta bandera, que pasó a conocerse como la «bandera de Oslo», ha sido exhibida durante los subsecuentes Juegos de Invierno.

## Elección
Oslo había presentado una candidatura ante el Comité Olímpico Internacional —COI— para organizar los Juegos Olímpicos de 1936, pero, tal y como se hacía en esa época, Alemania, que había organizado la edición celebrada en verano, fue la encargada de albergar estos Juegos. No obstante, el COI decidió suprimir esta norma para los siguientes años, pero en 1940 y 1944 se suspendieron los Juegos Olímpicos a causa de la Segunda Guerra Mundial. Londres hospedó los Juegos Olímpicos de Verano en 1948 y propuso a Oslo como la ciudad sede de la edición invernal, pero el ayuntamiento oslense no aceptó la propuesta. A cambio, estos se celebraron en St. Moritz, Suiza.
Los noruegos estaban indecisos ante la posibilidad de albergar unos Juegos Olímpicos de Invierno. Culturalmente, creían que los deportes de invierno no eran competitivos, especialmente el esquí, a pesar de que los atletas de Noruega habían realizado buenas actuaciones en esta modalidad. Sin embargo, los organizadores pensaban que los Juegos de 1952 podían ser una buena oportunidad para mostrar la unidad del país y su recuperación de la guerra. Además de Oslo, Cortina d'Ampezzo, Italia, y Lake Placid, Estados Unidos, presentaron sus candidaturas. La votación para decidir cuál sería la ciudad que albergase el evento se llevó a cabo durante la cuadragésima sesión del COI celebrada en Estocolmo, Suecia, el 1 de junio de 1947. En detrimento de las propuestas italiana y estadounidense, la ciudad noruega fue elegida como sede de la VI Olimpiada de Invierno. Aun así, Cortina d'Ampezzo fue la organizadora de los Juegos de 1956 y Lake Placid, que ya había hospedado unos en 1932, se encargó de la edición de 1980.

### Votación
| 40.ª sesión del Comité Olímpico Internacional 21 de junio de 1947, Estocolmo, Suecia |          |          |
| Ciudad                                                                               | Votación | Votación |
| Oslo                                                                                 | 18       |          |
| Cortina d'Ampezzo                                                                    | 9        |          |
| Lake Placid                                                                          | 1        |          |

## Organización
La organización del evento se le encomendó a un comité creado exclusivamente para ello en diciembre de 1947. Este estaba formado por cuatro oficiales noruegos de deporte y cuatro representantes del ayuntamiento de Oslo, entre los que se encontraba su alcalde, Brynjulf Bull.

### Economía
La ciudad de Oslo financió enteramente los Juegos, pero a cambio conservó la totalidad de los ingresos generados. Para construir o mejorar las sedes de los Juegos olímpicos, el municipio de Oslo decidió dedicar 11 664 000 coronas noruegas, de las cuales 4 400 000 eran para la construcción del Jordal Amfi y 1 029 000 para la reforma del Bislett Stadion. Los gastos que no concernían a las sedes se elevaron a 2 688 000 coronas. Eran referidos a trabajos preparatorios, administración, así como el alojamiento y transporte de los atletas. Estos últimos representaban la mayor parte de la suma. Los ingresos de los Juegos fueron de 4 182 000 coronas. Se dividen entre los productos de los Juegos vendidos (572 000 coronas) y la venta de entradas (3 610 000 coronas). Las entradas, vendidas entre 2 y 25 coronas según el evento, ascienden a 541 407 localidades vendidas. El superávit entre los gastos y los ingresos ascienden a 1 494 000 coronas noruegas. Se invirtieron en su mayoría en la ciudad de Oslo, así como en el Comité Olímpico Noruego.

### Política
A causa de la ocupación alemana de Noruega durante la Segunda Guerra Mundial, surgieron sentimientos en contra de Alemania que afectaron la preparación de los Juegos de 1952. Se produjeron diversas discusiones en las que se consideró si se le debía permitir la intervención en este evento al país germano o no. Cuando en 1950, el Comité Olímpico de la República Federal de Alemania solicitó su reconocimiento por parte del COI, surgió la duda de si la participación de este territorio podría causar boicots políticos en los próximos Juegos. Una vez que el COI reconoció oficialmente a Alemania Occidental, esta fue invitada formalmente a participar en esta edición de los Juegos Olímpicos de Invierno. Alemania Oriental —cuyo nombre oficial era la República Democrática Alemana— recibió una invitación para tomar parte en la competición junto con la delegación de deportistas del Oeste, pero no aceptó.
En un principio, Noruega se negó a recibir a los atletas alemanes u otros simpatizantes de los nazis. Por ejemplo, el patinador de velocidad noruego Finn Hodt no fue aceptado en el equipo de su país de este deporte porque había colaborado con el nazismo. A pesar de este pensamiento, Noruega permitió finalmente a las delegaciones alemana y japonesa participar en los Juegos. La Unión Soviética no envió ningún atleta a Oslo a pesar de ser reconocida por el COI. Su intención era introducir un equipo de hockey sobre hielo, pero realizaron su solicitud a la Federación Internacional de este deporte demasiado tarde.

### Transporte y turismo
Para facilitar el traslado de visitantes extranjeros a las sedes olímpicas, se tomaron varias medidas como la ampliación de las horas de apertura de las estaciones de servicio durante la noche o incluso el ajuste de trenes de compañías ferroviarias noruegas y suecas para los espectadores, los atletas y los entrenadores durante el periodo de los Juegos. Para ayudar a los conductores, se distribuyó una guía de Oslo con las sedes olímpicas en el periódico Aftenposten y, para regular el tráfico, se llamó a militares como refuerzo, ya que el número de policías era insuficiente. Finalmente, para el público, el número de autobuses, de taxis —que pasaron de 655 a 785— y de pasajeros del tranvía aumentó, mientras que los atletas y sus entrenadores se trasladaron por su cuenta en autobús, tranvía o tren para ir a Holmenkollen.
El mes de febrero de 1952 vio un crecimiento del número de visitantes extranjeros en Noruega, que llegó entonces a 31 629, frente a 13 781 en febrero de 1950 y 16 624 en febrero de 1951. El número de turistas en el mes de febrero de 1953 sería igualmente superior a los de 1950 y 1951, con 19 430 visitantes. La mayoría de estos turistas vinieron de Suecia, así como de Dinamarca. Los medios de transporte utilizados para llegar a Noruega fueron en gran parte el coche o el autobús, con 13 446 personas que los usaron, y el tren, con 11 673 viajeros extranjeros.

### Información y comunicación

#### Información
Para difundir los resultados deportivos, se colocaron instalaciones específicas para los Juegos. Las telecomunicaciones —teléfono, telégrafo y radiodifusión— estaban gestionadas por un comité especial previsto a tal efecto. A fin de facilitar las comunicaciones internacionales, se establecieron conexiones entre las mayores ciudades del mundo, como París o Nueva York. En total, en febrero de 1952, estaban disponibles 74 conexiones telefónicas, 21 telegráficas y 14 radiotelegráficas. En Norefjell, se habilitaron 16 conexiones telefónicas, y durante la prueba de bobsleigh se instalaron 50 líneas para la Norsk Rikskringkasting —NRK— y la prensa. Una parte de estas líneas estaban instaladas en el hotel Viking, que fue el centro de comunicaciones de los Juegos.

#### Medios de comunicación
Durante los Juegos, cerca de 500 reporteros, 100 fotógrafos y 55 periodistas de radio estaban presentes. La NRK, que era el organismo público noruego encargado de la producción y difusión televisiva y radiofónica, estaba encargada de la difusión de los Juegos a través de un comité de radiodifusión compuesto únicamente de miembros de la NRK. En total emitió cerca de 32 horas de reportajes y anuncios, lo que supone una media de unas tres horas al día. 18 cadenas como ABC, la BBC o la RTF enviaron equipos de reporteros que realizaron una docena de entrevistas en varios idiomas. Respecto a la prensa, numerosas agencias internacionales como Reuters, la Associated Press y la Agence France-Presse enviaron periodistas al lugar. La prensa noruega cubrió también el evento, ya que dos de los principales periódicos de Oslo, el Aftenposten y el Arbeiderbladet publicaron cada uno un suplemento dedicado a los Juegos Olímpicos. Asimismo, la empresa Norsk Film A/S realizó películas sobre los Juegos olímpicos y sobre la organización. Todos los periodistas fueron alojados en el hotel Viking.

#### Reacciones
Los Juegos olímpicos de Oslo fueron bienvenidos y considerados como una «buena copia» por la prensa noruega. Esta última se había mostrado favorable a que Oslo organizara los Juegos, pero algunas decisiones durante el periodo de preparación no les satisficieron. Por ejemplo, la elección del Bislett Stadion como sede principal y lugar de recepción de patinaje de velocidad recibió muchas críticas. La construcción de una pista de patinaje artificial también fue vituperada, pero se consideró finalmente como una obligación, así como la construcción de una pista para el bobsleigh. La decisión de hacer participar a Alemania en los Juegos también tuvo el beneplácito de la prensa. Finalmente, el programa de los Juegos fue objeto de debate y algunos periódicos estuvieron en desacuerdo sobre ciertos puntos, pero cuanto más pasaba el tiempo, más favorable y cooperante se volvía la prensa.
En la prensa extranjera, también hubo una buena percepción de estos Juegos Olímpicos. Por ejemplo, un periodista de la revista olímpica escribió que «la prensa mundial cantó sus alabanzas a la gente de Noruega». Este periodista observó también la gran deportividad de Noruega y la perfecta organización de los Juegos, a pesar de la falta de nieve. Además, la ciudad de Oslo recibió la copa olímpica de manos del Comité Olímpico Internacional «por la perfecta organización de los Juegos Olímpicos de invierno de 1952». El vicepresidente del COI en aquella época, Avery Brundage, declaró también antes de la ceremonia de clausura: «Estos Juegos han sido los más grandes y los más armoniosos de toda mi vida».

### Instalaciones

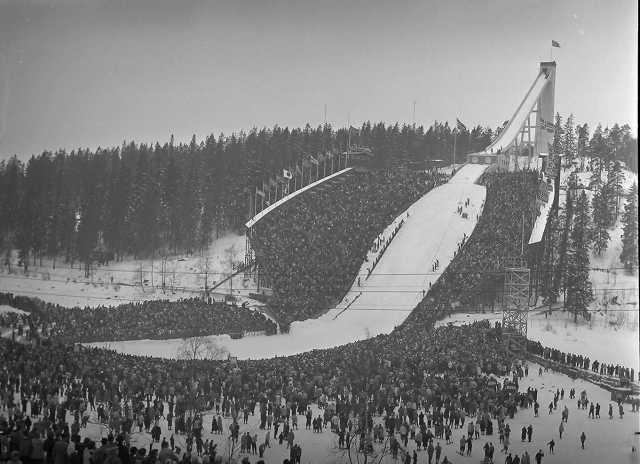
El trampolín de salto de Holmenkollbakken.

Con una capacidad de 29 000 espectadores, el Estadio Bislett —conocido en noruego y oficialmente como Bislett Stadion— fue elegido como el estadio olímpico. Asimismo, fue la sede de las competiciones de patinaje de velocidad y artístico. Una de las principales razones de esta elección fueron las dimensiones que tenía el recinto, ya que podía albergar una pista de 400 metros de largo para la especialidad de velocidad y otra de 30 por 60 para la artística. Sin embargo, como la instalación era descubierta, el comité organizador tuvo que elegir otros dos estadios —el de Tryvann y el de Hamar— para que los eventos no se tuviesen que suspender en caso de mal tiempo.
Esta edición fue la primera en la que los partidos de hockey se disputaron sobre hielo artificial. Para albergar el campeonato de este deporte, se construyó un nuevo estadio en una zona residencial del este de Oslo, conocido como Jordal Amfi, que tenía capacidad para 10 000 espectadores. Veintitrés de los treinta y seis encuentros de este torneo se celebraron aquí, mientras que los restantes se llevaron a cabo en los estadios de Kadettangen, Dælenenga, Lillestrøm y Marienlyst.
Las carreras de esquí de fondo y las competencias de salto de esquí se hospedaron en Holmenkollbakken, situado a ocho kilómetros del centro de Oslo. Con el objetivo de que no hubiera problemas de circulación, se construyó una nueva carretera y se ampliaron las existentes. Holmenkollbakken había sido construido en 1892, pero se requirieron numerosas mejoras para que cumpliese los estándares internacionales. Los trampolines, que originalmente eran de madera, se sustituyeron por unos más grandes, concretamente de 87 metros de largo. Las gradas también se agrandaron, llegando a tener espacio para 13 000 personas, además de las 130 000 que podían acomodarse en la pendiente.
Los eventos de esquí alpino se dividieron entre Norefjell y Rødkleiva. La especialidad de eslalon se celebró en Rødkleiva, en la misma montaña en la que estaban situados Holmenkollen y Frognerseteren. El recorrido tenía una bajada de 200 metros en total y una longitud de 480. Se tuvo que construir un remonte para poder llevar a los esquiadores desde el final del itinerario hasta el comienzo. Las disciplinas de descenso y eslalon gigante —que hicieron su primera aparición en unos Juegos Olímpicos de Invierno— se celebraron en Norefjell, que era la única sede que se encontraba fuera de la ciudad de Oslo. Debido a esto, se tuvieron que construir vías de comunicación que uniesen la capital con esta ciudad. Para ello, se edificó un puente sobre el lago Krøderen con la finalidad de descongestionar el tráfico. Igualmente, se construyeron un nuevo hotel, dos telesillas y una nueva carretera.
No existía ninguna pista de bobsleigh en Noruega, por lo que se tuvo que construir una temporal a base de nieve y hielo. Se diseñó y edificó una pista de 1508 metros de largo, bautizada con el nombre de Korketrekkeren.

## Deportes
| - Bandy - Bobsleigh - Esquí alpino - Hockey sobre hielo - Patinaje artístico | - Esquí nórdico - Combinada nórdica - Salto de esquí - Esquí de fondo - Patinaje de velocidad |

## Países participantes

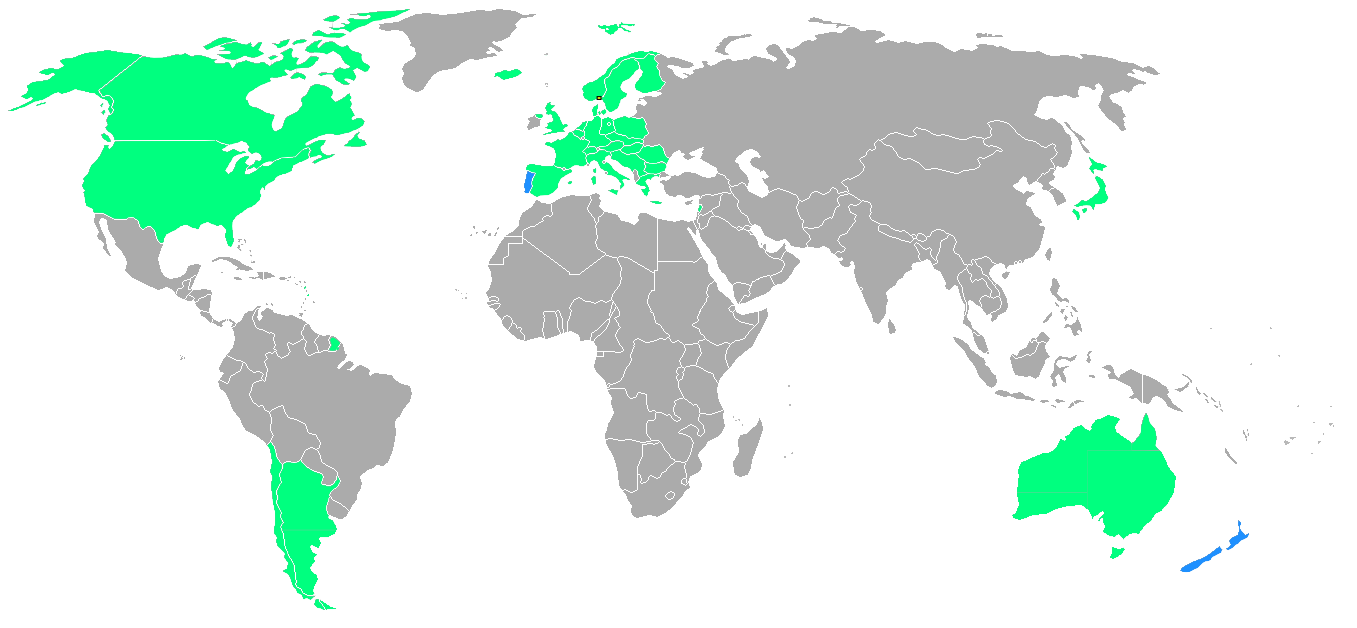
Mapa mostrando los treinta países participantes.
Leyenda:
Azul para los países debutantes.
Verde para todos los demás.

Para esta edición de los Juegos Olímpicos de Invierno se inscribieron 694 participantes —585 hombres y 109 mujeres— pertenecientes a 30 federaciones nacionales afiliadas al Comité Olímpico Internacional. Nueva Zelanda y Portugal disputaron sus primeros Juegos invernales, mientras que Alemania, Australia y Japón retornaron tras una ausencia de 16 años. Corea del Sur, Liechtenstein y Turquía no participaron a pesar de haberlo hecho cuatro años antes en St. Moritz.
| Lista de naciones participantes (cantidad de atletas) | Lista de naciones participantes (cantidad de atletas) | Lista de naciones participantes (cantidad de atletas) |
| --- | --- | --- |
| \| - Alemania (GER) (53) - Argentina (ARG) (12) - Australia (AUS) (9) - Austria (AUT) (39) - Bélgica (BEL) (9) - Bulgaria (BUL) (10) - Canadá (CAN) (39) - Checoslovaquia (TCH) (22) - Chile (CHI) (3) - Dinamarca (DEN) (1) \| - España (ESP) (4) - Estados Unidos (USA) (65) - Finlandia (FIN) (50) - Francia (FRA) (26) - Grecia (GRE) (3) - Hungría (HUN) (12) - Islandia (ISL) (11) - Italia (ITA) (33) - Japón (JPN) (13) - Líbano (LIB) (1) \| - Noruega (NOR) (73) - Nueva Zelanda (NZL) (3) - Países Bajos (NED) (11) - Polonia (POL) (30) - Portugal (POR) (1) - Reino Unido (GBR) (18) - Rumanía (ROU) (16) - Suecia (SWE) (65) - Suiza (SUI) (55) - Yugoslavia (YUG) (6) \| | | |
| - Alemania (GER) (53) - Argentina (ARG) (12) - Australia (AUS) (9) - Austria (AUT) (39) - Bélgica (BEL) (9) - Bulgaria (BUL) (10) - Canadá (CAN) (39) - Checoslovaquia (TCH) (22) - Chile (CHI) (3) - Dinamarca (DEN) (1) | - España (ESP) (4) - Estados Unidos (USA) (65) - Finlandia (FIN) (50) - Francia (FRA) (26) - Grecia (GRE) (3) - Hungría (HUN) (12) - Islandia (ISL) (11) - Italia (ITA) (33) - Japón (JPN) (13) - Líbano (LIB) (1) | - Noruega (NOR) (73) - Nueva Zelanda (NZL) (3) - Países Bajos (NED) (11) - Polonia (POL) (30) - Portugal (POR) (1) - Reino Unido (GBR) (18) - Rumanía (ROU) (16) - Suecia (SWE) (65) - Suiza (SUI) (55) - Yugoslavia (YUG) (6) |

## Desarrollo

### Calendario
| A | Ceremonia de apertura | ● | Clasificatorias | # | Eventos finales | C | Ceremonia de clausura |

| Febrero de 1952          | 14 | 15 | 16 | 17 | 18 | 19 | 20 | 21 | 22 | 23 | 24 | 25 | Eventos |
| ------------------------ | -- | -- | -- | -- | -- | -- | -- | -- | -- | -- | -- | -- | ------- |
| Ceremonias               |    | A  |    |    |    |    |    |    |    |    |    | C  |         |
| Bobsleigh                |    | 1  |    |    |    |    |    | ●  | 1  |    |    |    | 2       |
| Hockey sobre hielo       |    | ●  | ●  | ●  | ●  | ●  | ●  | ●  | ●  | ●  | ●  | 1  | 1       |
| Patinaje artístico       |    |    | ●  | ●  |    | ●  | 1  | 1  | 1  |    |    |    | 3       |
| Patinaje de velocidad    |    |    | 1  | 1  | 1  | 1  |    |    |    |    |    |    | 4       |
| Esquí alpino             | 1  | 1  | 1  | 1  |    | 1  | 1  |    |    |    |    |    | 6       |
| Esquí de fondo           |    |    |    |    | 1  |    | 1  |    |    | 2  |    |    | 4       |
| Combinada nórdica        |    |    |    | ●  | 1  |    |    |    |    |    |    |    | 1       |
| Salto de esquí           |    |    |    |    |    |    |    |    |    |    | 1  |    | 1       |
| Bandy                    |    |    |    |    |    |    |    | ●  | ●  |    | ●  |    |         |
| Total de eventos finales | 1  | 2  | 2  | 2  | 3  | 2  | 3  | 1  | 2  | 2  | 1  | 1  | 22      |
| Total final              | 1  | 3  | 5  | 7  | 10 | 12 | 15 | 16 | 18 | 20 | 21 | 22 | 22      |

### Ceremonia de apertura

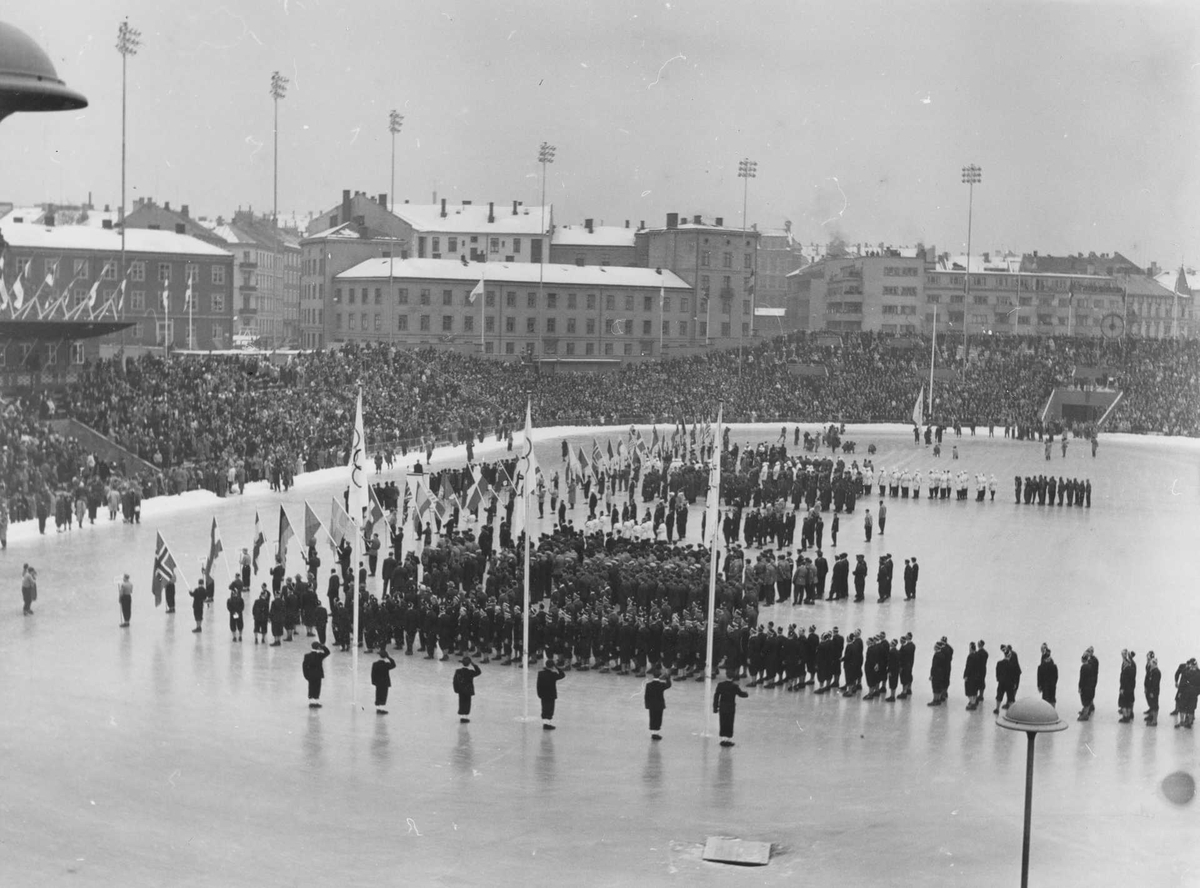
El estadio olímpico de Bislett acogió la ceremonia de apertura.

La ceremonia de apertura se celebró el 15 de febrero de 1952 en el estadio olímpico de Bislett. Jorge VI del Reino Unido había fallecido el 6 de febrero, ocho días antes del comienzo de los Juegos, de modo que, en conmemoración suya, todas las banderas nacionales se ondearon a media asta. Además, la princesa Ragnhild tuvo que inaugurar los Juegos en lugar de su abuelo, el rey Haakon VII, que se encontraba en Londres asistiendo al funeral. Esta fue la primera vez en la que unos Juegos Olímpicos fueron inaugurados por una mujer. El desfile de los conjuntos nacionales siguió las reglas tradicionales: los griegos fueron los primeros, el resto ordenado según el alfabeto noruego y el equipo local caminó en último lugar. Los atletas del Reino Unido, Australia, Canadá y Nueva Zelanda llevaron todos brazaletes negros en memoria de su monarca. Al terminar el desfile, se tocó el himno nacional, cuyo nombre es «Ja, vi elsker dette landet».
El 13 de febrero se había encendido la antorcha olímpica —fue la primera vez que se hizo en unos Juegos Olímpicos de Invierno— en la localidad noruega de Morgedal, lugar de nacimiento de Sondre Norheim, pionero del esquí. El recorrido total duró dos días y fue realizado completamente en esquíes. En la ceremonia de apertura, el último portador de ella, Eigil Nansen, recibió la antorcha apagada y esquió hacia un tramo de escaleras. Allí, se quitó los esquíes, ascendió los escalones y prendió la llama.
Las competiciones de bobsleigh y esquí alpino se habían llevado a cabo un día antes de la ceremonia, por lo que los atletas que participaron en esos eventos no pudieron acudir. Sin embargo, también se habían celebrado unas réplicas de este acontecimiento en Frognerseteren y Norefjell, las sedes en las que se disputaron los dos deportes.

### Bobsleigh

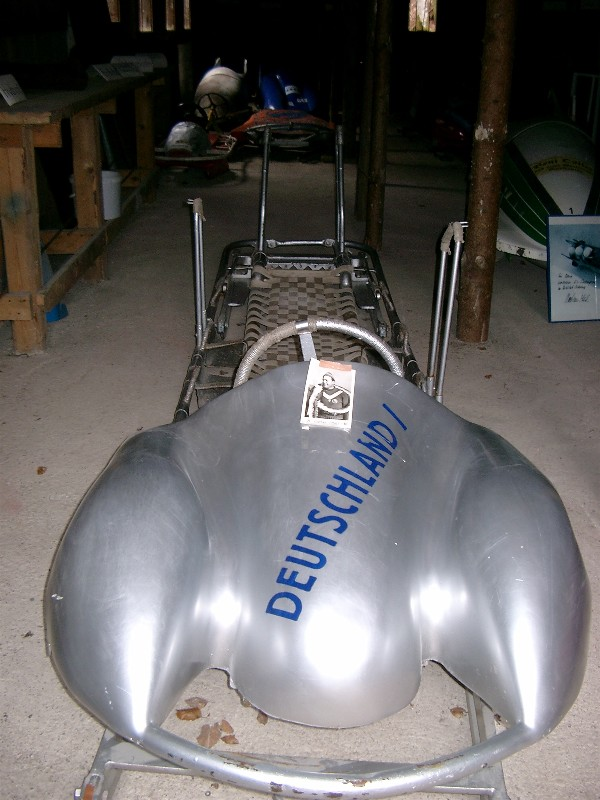
El trineo con el que participaron los alemanes.

Tras la ausencia en unos Juegos Olímpicos de Invierno durante 16 años, Alemania hizo un retorno triunfal en bobsleigh, al conseguir la medalla de oro en las especialidades de parejas y cuartetos. La repartición de los metales de plata y bronce en esos dos eventos fue la misma: Estados Unidos y Suiza, respectivamente. No existía ninguna restricción acerca del peso máximo de los participantes, y el peso medio del equipo alemán que compitió en el evento por cuartetos fue de 117 kg, mayor que el del campeón olímpico de los pesos pesados de boxeo de ese mismo año. Debido a la gran ventaja que se obtenía gracias al peso, la Federación Internacional de Bobsleigh y Skeleton decidió instaurar un límite para las próximas competiciones.

### Patinaje de velocidad
Todos los eventos de patinaje de velocidad se llevaron a cabo en el estadio olímpico de Bislett. Los estadounidenses Ken Henry y Don McDermott consiguieron la primera y segunda posición en la carrera de 500 metros, pero el camionero noruego Hjalmar Andersen sorprendió al público al ganar las de 1500, 5000 y 10 000 con la máxima ventaja de la historia. El neerlandés Wim van der Voort llegó segundo en la prueba de los 1500 y su compatriota Kees Broekman llegó por detrás de Hjalmar Anderson tanto en las pruebas de 5000 metros como en la de 10 000; de este modo, se convirtieron en los primeros medallistas olímpicos en patinaje de velocidad de los Países Bajos.
El húngaro Kornél Pajor, ganador de las pruebas de larga distancia en los Campeonatos del Mundo celebrados en Oslo en 1949, desertó de su país a Suecia, pero no fue capaz de conseguir la nacionalidad a tiempo, por lo que no pudo participar en los Juegos.

### Esquí alpino

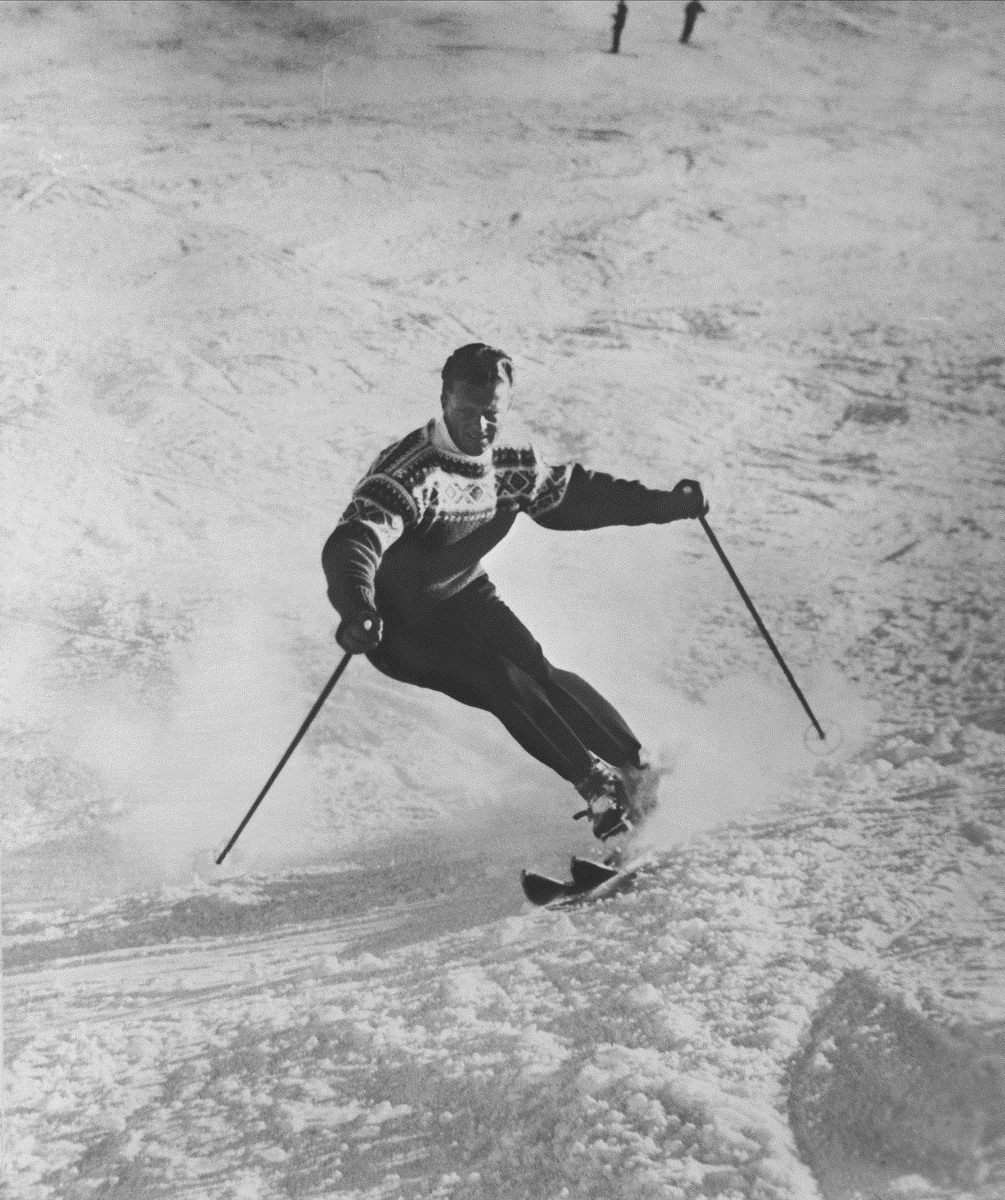
Stein Eriksen consiguió una medalla de oro y otra de plata.

Hubo tres eventos de esquí alpino en el programa olímpico: eslalon, eslalon gigante —modalidad que hacía su primera aparición en unos Juegos— y descenso. Tanto los hombres como las mujeres participaron en las tres competiciones, disputadas en Norefjell y Rødkleiva. Los esquiadores austriacos dominaron el certamen, al conseguir siete de las dieciocho medallas de oro posibles. Entre ellos, el más destacado fue Othmar Schneider, que consiguió las medallas de oro y plata en las competencias de eslalon y descenso masculinas. Asimismo, otros atletas destacados fueron el noruego Stein Eriksen, que obtuvo el metal de oro en eslalon gigante y el de plata en eslalon, y la estadounidense Andrea Mead Lawrence, que se convirtió en la primera norteamericana en conseguir dos medallas de oro en este deporte. El griego Antoin Miliordos, en cambio, protagonizó la peor actuación al caerse 18 veces y cruzar la línea de meta con un tiempo de 2 minutos y 27 segundos —1 minuto y 28 segundos más lento que el primer clasificado—.

### Esquí de fondo
Todos los eventos de esquí de fondo se celebraron cerca de Holmenkollbakken, la colina en la que se llevaron a cabo las competencias de salto. Tal y como había ocurrido en 1948, se incluyeron en el programa tres eventos masculinos: 18 kilómetros, 50 kilómetros y relevos. Además, se añadió por primera vez una prueba femenina, que consistía en un recorrido de 10 kilómetros. Los países nórdicos se repartieron todas las medallas, siendo los esquiadores fineses los más exitosos al conseguir ocho de las doce posibles. Lydia Wideman, de Finlandia, se convirtió en la primera campeona olímpica; sus compañeras, Mirja Hietamies y Siiri Rantanen, quedaron segunda y tercera, respectivamente. Veikko Hakulinen ganó la carrera masculina de 50 km, con la que obtuvo la primera de los siete metales —tres de oro— que consiguió durante todos los Juegos. Hallgeir Brenden venció en la modalidad de 18 km y participó en la victoria del conjunto noruego en los relevos.

### Combinada nórdica
La prueba de combinada nórdica se llevó a cabo en las instalaciones de esquí de fondo y salto de esquí. El evento comenzó con una carrera de campo a través de 18 kilómetros de longitud. Al día siguiente, los atletas participantes realizaron tres saltos en el trampolín de Holmenkollbakken. Para obtener la marca final, se escogieron los dos mejores saltos que, combinados con el tiempo conseguido en la carrera, determinaban el ganador. Los noruegos Simon Slåttvik y Sverre Stenersen —que obtendría el galardón de oro en los siguientes Juegos— consiguieron las medallas de oro y bronce, respectivamente. Heikki Hasu, de Finlandia, completó el podio al ganar la medalla de plata.

### Salto de esquí
Las competiciones de salto de esquí celebradas en Holmenkollbakken recibieron una gran afluencia de espectadores —aproximadamente 100 000 personas—. En esta edición solo se disputó la modalidad de salto individual masculino, que se llevó a cabo el 24 de febrero. Tanto el rey, Harald V de Noruega, como la princesa Ragnhild asistieron al evento. Los noruegos Arnfinn Bergmann y Torbjørn Falkanger consiguieron las medallas de oro y plata. El saltador sueco Karl Holmström obtuvo el metal de bronce.

### Patinaje artístico
Durante estas olimpiadas se celebraron un total de tres eventos de patinaje artístico: masculino y femenino individual, y parejas mixtas. Todos ellos se disputaron en el interior de Bislett Stadion, en donde se había construido una pista usando el mismo hielo que para las pruebas de patinaje de velocidad.
El estadounidense Dick Button consiguió la medalla de oro en la prueba masculina, mientras que Helmut Seibt y James Grogan fueron segundo y tercero. Button se convirtió en el primer patinador en conseguir ejecutar un triple salto durante unos Juegos al realizar un boucle triple. La británica Jeannette Altwegg ganó el metal de oro en la modalidad individual femenina, acompañada en el podio por la estadounidense Tenley Albright —quien ganaría el metal de oro en los Juegos de Cortina d'Ampezzo— y Jacqueline du Bief, de Francia. En las competencias de parejas mixtas, Ria Baran y Paul Falk, de Alemania, obtuvieron la primera posición. Tras ellos, los estadounidenses Karol y Peter Kennedy fueron segundos y los húngaros Marianna y László Nagy, terceros.

### Hockey

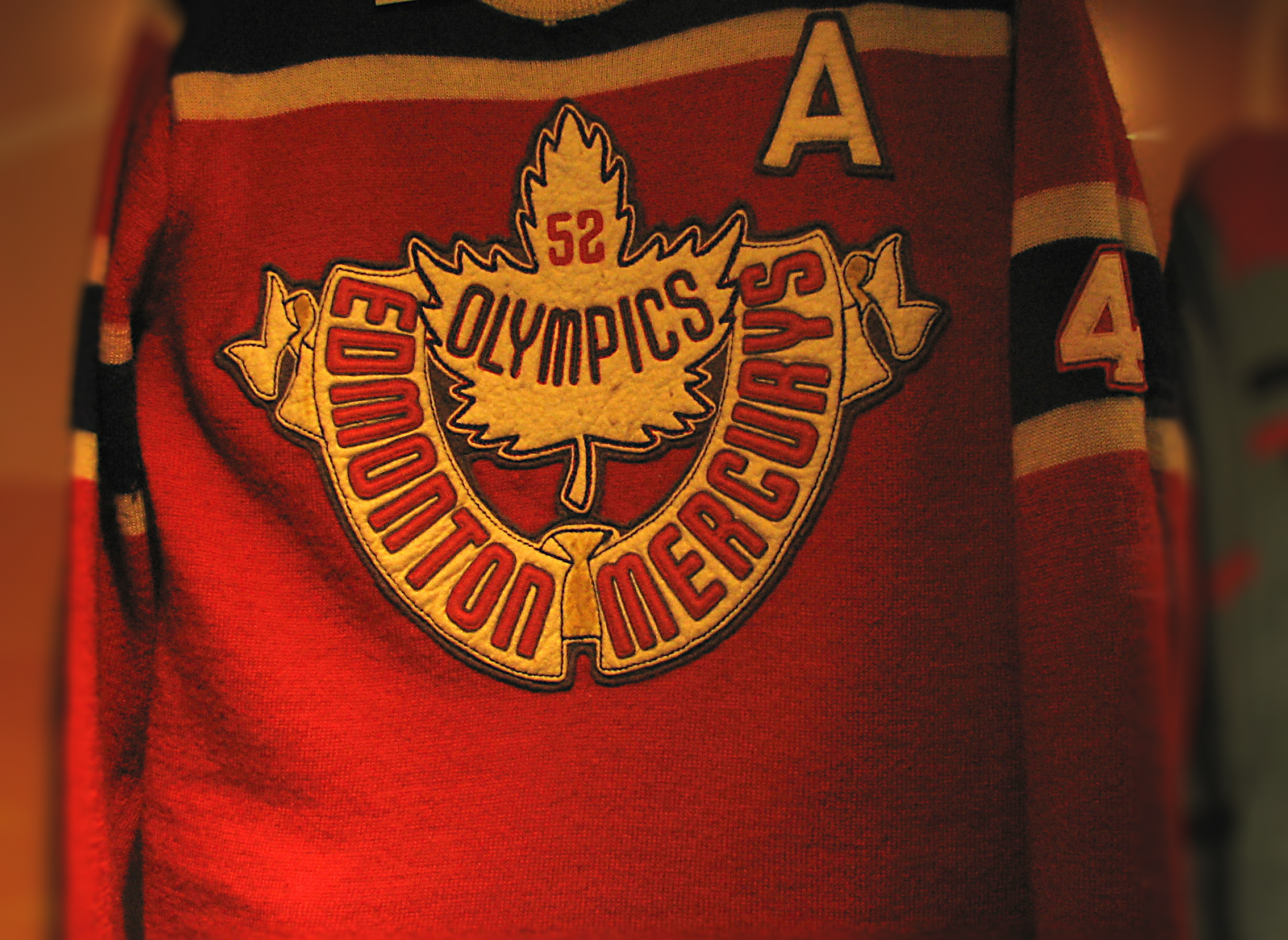
El jersey de los Edmonton Mercurys.

La mayoría de los partidos de hockey sobre hielo se disputaron en el Jordal Amfi, un estadio construido para estos Juegos Olímpicos. Nueve equipos disputaron el torneo y Canadá se hizo con la medalla de oro, tal y como lo había hecho en la edición anterior. Este país fue representado por los Edmonton Mercurys, un equipo amateur patrocinado por la empresa automovilística Mercury. El equipo canadiense se jugó el metal de oro en una final a tres partidos que consiguió ganar contra Estados Unidos, por lo que relegó al conjunto estadounidense al segundo puesto. El periódico noruego Dagbladet criticó la eliminatoria alegando que «el resultado había sido acordado previamente».
Los conjuntos sueco y checoslovaco se disputaron la medalla de bronce en un partido extra, ya que cada equipo había ganado un encuentro de los dos primeros. Finalmente, la victoria la consiguieron los suecos. Tras el final de la competición, los estadounidenses recibieron bastantes críticas por su duro juego, ya que, aunque las cargas efectuadas con el cuerpo —body cheking en inglés— eran legales, los equipos europeos no solían hacer uso de ellas. A consecuencia de esto, los espectadores no estuvieron de acuerdo con su uso.

### Bandy
El COI instó al comité organizador de estos Juegos a que tanto el biatlón como el curling fueran los deportes de demostración en esta edición. En cambio, dicho comité seleccionó el bandy, que nunca había sido incluido en unos Juegos Olímpicos de Invierno. Este deporte consiste en un partido entre dos equipos de once jugadores similar al hockey sobre hielo, pero que se disputa con una bola en vez de con una pastilla. Los jugadores componentes de cada equipo, que disponen de un stick de 1,2 metros de largo, tienen que conseguir un gol metiendo la bola en la portería del contrario.
Al ser un deporte de demostración, cuya finalidad era dar a conocer el deporte al público, los atletas no compitieron por medallas. En cuanto a los conjuntos participantes, solo tres tomaron parte: Finlandia, Noruega y Suecia. Cada uno de ellos consiguió ganar un partido y perdió el otro, por lo que el resultado final se decidió mediante la diferencia entre los goles anotados y los encajados —conocido como goal average—. Suecia obtuvo la primera posición, el conjunto noruego fue segundo y el finlandés, tercero. Dos de esos encuentros se disputaron en el Dæhlenenga Stadion, mientras que el otro se llevó a cabo en el estadio Bislett.

### Ceremonia de clausura

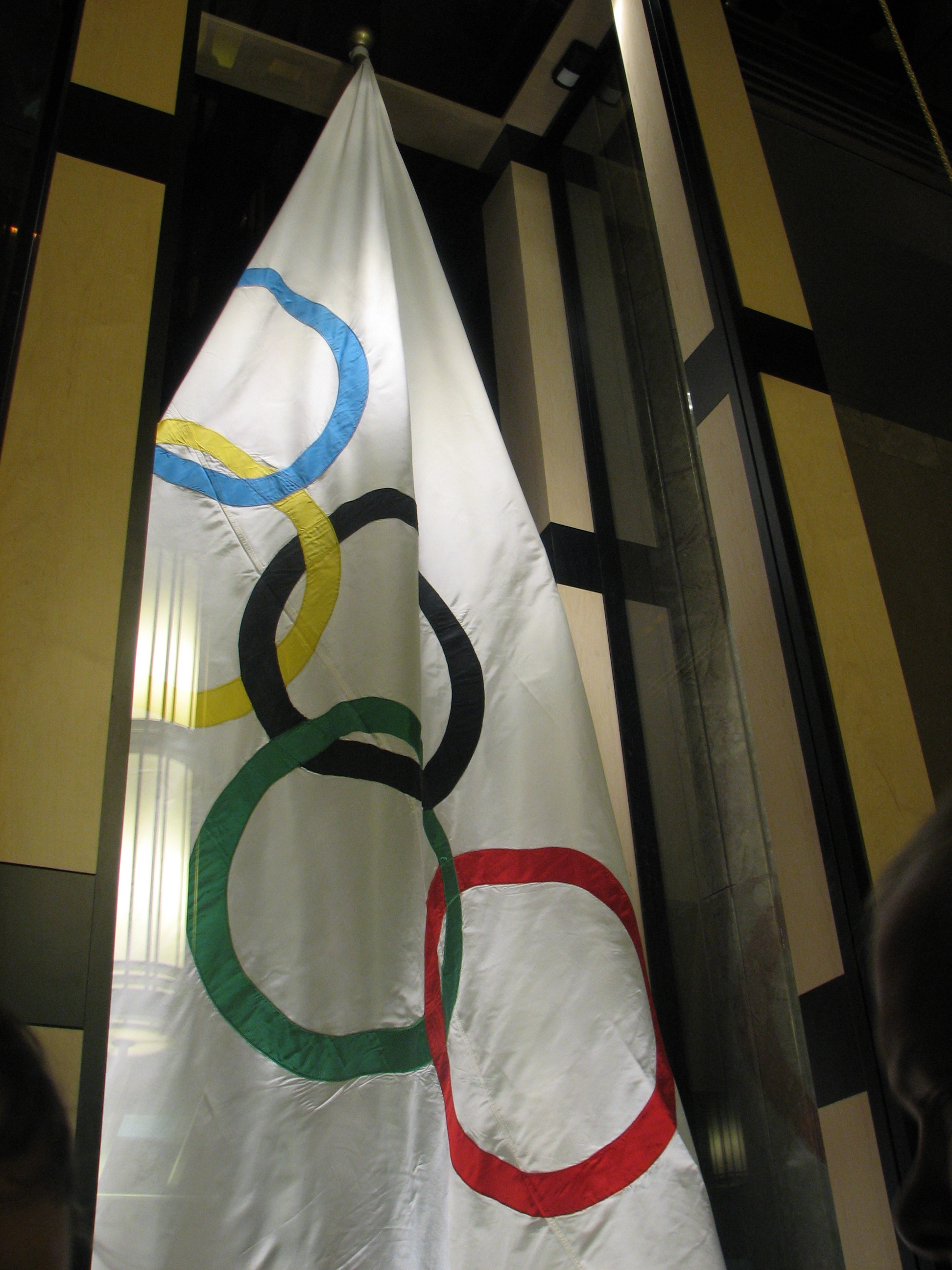
La «bandera de Oslo».

La ceremonia de clausura de estos Juegos Olímpicos de Invierno fue un poco diferente a las anteriores ocasiones, ya que el certamen no se celebró directamente después de la última prueba, sino unas horas después. Este se llevó a cabo la tarde del lunes 25 de febrero en el estadio Bislett. Los abanderados entraron al recinto en el mismo orden en el que lo habían hecho el día de la apertura. Durante esta gala también se produjo la entrega de las medallas de los eventos de esquí de fondo —masculino y femenino—, salto de esquí y hockey sobre hielo.
Desde 1920, en los Juegos Olímpicos de Verano, la bandera de Amberes pasaba —aún lo hace— de la ciudad organizadora a la próxima durante la ceremonia de clausura. El ayuntamiento de Oslo diseñó una con el propósito de que se comenzara esa tradición también en los Juegos de Invierno. Brynjulf Bull, el alcalde de la ciudad oslense, se la entregó al presidente del COI, Sigfrid Edström, quien declaró que, tal y como se había sugerido, esa costumbre perduraría durante las siguientes ediciones. Este símbolo, conocido como la «bandera de Oslo», se lleva a todos los Juegos Olímpicos para ser exhibido. Durante la ceremonia final, es una réplica la que se intercambia entre los organizadores de la edición actual y la siguiente.
Después de la exposición de las banderas, se apagó el pebetero olímpico, se disputó una carrera especial de patinaje de velocidad y los patinadores artísticos hicieron una demostración. A continuación, varios niños vestidos con ropas tradicionales del país noruego bailaron sobre el hielo. Para finalizar, se apagaron las luces y se celebró un espectáculo de fuegos artificiales de 20 minutos de duración.

## Galardones

### Medallas
Las medallas que se entregaron durante los Juegos Olímpicos fueron diseñadas por Vasos Falireus y Knut Yvan. Cada una tenía un diámetro de 70 mm y un grosor de 3 mm. En la cara posterior se podía apreciar la antorcha olímpica, mientras que en el reverso había un pictograma del ayuntamiento de la ciudad de Oslo.

#### Medallero
| Núm. | País                 | Oro | Plata | Bronce | Total |
| ---- | -------------------- | --- | ----- | ------ | ----- |
| 1    | Noruega (NOR)        | 25  | 19    | 19     | 63    |
| 2    | Estados Unidos (USA) | 24  | 24    | 17     | 65    |
| 3    | Finlandia (FIN)      | 10  | 15    | 16     | 41    |
| 4    | Alemania (GER)       | 9   | 8     | 9      | 26    |
| 5    | Austria (AUT)        | 7   | 4     | 3      | 14    |
| 6    | Canadá (CAN)         | 5   | 13    | 7      | 25    |
| 6    | Italia (ITA)         | 4   | 2     | 0      | 6     |
| 8    | Reino Unido (GBR)    | 4   | 1     | 4      | 9     |
| 9    | Países Bajos (NED)   | 3   | 2     | 3      | 8     |
| 10   | Suecia (SWE)         | 3   | 2     | 3      | 8     |

#### Máximos medallistas
| Atleta               | País                 | Deporte               | Gold | Silber | Bronze | Total |
| Hjalmar Andersen     | Noruega (NOR)        | Patinaje de velocidad | 3    | 0      | 0      | 3     |
| Lorenz Nieberl       | Alemania (GER)       | Bobsleigh             | 2    | 0      | 0      | 2     |
| Andreas Ostler       | Alemania (GER)       | Bobsleigh             | 2    | 0      | 0      | 2     |
| Andrea Mead Lawrence | Estados Unidos (USA) | Esquí alpino          | 2    | 0      | 0      | 2     |
| Othmar Schneider     | Austria (AUT)        | Esquí alpino          | 1    | 1      | 0      | 2     |

### Citas
1. 1 2  «1952 - Winter Olympics VI (Oslo, Norway)» (en inglés). TSN. Consultado el 24 de febrero de 2013.
2. 1 2 3 4 5 6 7 8  «1952 Oslo Winter Games» (en inglés). Sports-Reference. Archivado desde el original el 17 de abril de 2020. Consultado el 23 de febrero de 2013.
3. 1 2  Findling y Pelle, 1996, p. 252
4. ↑  Comité Olímpico Internacional. «London 1948». Olympic.org (en inglés). Consultado el 26 de febrero de 2013.
5. ↑  Comité Olímpico Internacional. «St. Moritz 1948». Olympic.org (en inglés). Consultado el 26 de febrero de 2013.
6. ↑  Klausen, 1999, p. 28.
7. ↑  Klausen, 1999, pp. 28-29.
8. ↑  Klausen, 1999, p. 29.
9. ↑  «Sessions du Comité international olympique» (PDF) (en francés). LA84 Foundation. Consultado el 16 de enero de 2013.
10. 1 2  «International Olympic Committee vote history» (en inglés). Aldaver. Consultado el 27 de febrero de 2013.
11. ↑  Comité Organizador de los VI Juegos Olímpicos de Invierno, 1952, p. 21
12. ↑  Comité Olímpico Internacional. «Cortina d'Ampezzo 1956». Olympic.org (en inglés). Consultado el 26 de febrero de 2013.
13. ↑  Comité Olímpico Internacional. «Lake Placid 1932». Olympic.org (en inglés). Consultado el 26 de febrero de 2013.
14. ↑  Comité Olímpico Internacional. «Lake Placid 1980». Olympic.org (en inglés). Consultado el 26 de febrero de 2013.
15. ↑  «Past Olympic host city election result» (en inglés). Games Bids. Consultado el 22 de febrero de 2013.
16. ↑  Comité Organizador de los VI Juegos Olímpicos de Invierno, 1952, p. 21
17. ↑  Comité Organizador de los VI Juegos Olímpicos de Invierno, 1952, p. 20.
18. ↑  Comité Organizador de los VI Juegos Olímpicos de Invierno, 1952, p. 57
19. ↑  Comité Organizador de los VI Juegos Olímpicos de Invierno, 1952, p. 27
20. 1 2 3 4  Comité Organizador de los VI Juegos Olímpicos de Invierno, 1952, p. 61
21. ↑  Comité Organizador de los VI Juegos Olímpicos de Invierno, 1952, p. 106
22. ↑  Øyvind Tønnesson (21 de agosto de 2001). «With Fascism on the Doorstep: The Nobel Institution in Norway, 1940-1945» (en inglés). Nobelprize. Consultado el 28 de febrero de 2013.
23. 1 2  Findling y Pelle, 1996, p. 254
24. ↑  Espy, 1981, p. 32.
25. ↑  Hill, 1992, p. 34.
26. ↑  Hill, 1992, p. 35.
27. ↑  Findling y Pelle, 1996, pp. 254-255.
28. 1 2  Findling y Pelle, 1996, p. 255
29. 1 2  Comité Organizador de los VI Juegos Olímpicos de Invierno, 1952, p. 109
30. ↑  Comité Organizador de los VI Juegos Olímpicos de Invierno, 1952, p. 110
31. ↑  Comité Organizador de los VI Juegos Olímpicos de Invierno, 1952, p. 111-112-113
32. 1 2 3 4  Comité Organizador de los VI Juegos Olímpicos de Invierno, 1952, p. 115
33. ↑  Comité Organizador de los VI Juegos Olímpicos de Invierno, 1952, p. 43
34. ↑  Comité Organizador de los VI Juegos Olímpicos de Invierno, 1952, p. 44
35. ↑  Comité Organizador de los VI Juegos Olímpicos de Invierno, 1952, p. 47
36. ↑  Comité Organizador de los VI Juegos Olímpicos de Invierno, 1952, p. 50
37. ↑  Comité Organizador de los VI Juegos Olímpicos de Invierno, 1952, p. 125 à 128
38. 1 2  Comité Organizador de los VI Juegos Olímpicos de Invierno, 1952, p. 132
39. ↑  Comité Organizador de los VI Juegos Olímpicos de Invierno, 1952, p. 131.
40. ↑  Comité Organizador de los VI Juegos Olímpicos de Invierno, 1952, p. 137.
41. 1 2  Comité Organizador de los VI Juegos Olímpicos de Invierno, 1952, p. 139
42. ↑  Ringstad, J. Telecommunications for the VI Olympic Winter Games, Oslo 1952 (PDF) (en inglés). Telenore. p. 79. Archivado desde el original el 7 de septiembre de 2012. Consultado el 5 de abril de 2013.
43. ↑  Comité Organizador de los VI Juegos Olímpicos de Invierno, 1952, p. 139-140
44. ↑  Comité Organizador de los VI Juegos Olímpicos de Invierno, 1952, p. 126
45. 1 2 3  Comité Organizador de los VI Juegos Olímpicos de Invierno, 1952, p. 137
46. 1 2  Comité Organizador de los VI Juegos Olímpicos de Invierno, 1952, p. 138
47. ↑  Comité Organizador de los VI Juegos Olímpicos de Invierno, 1952, p. 139
48. ↑   — PDF (en francés)/(en inglés) « Après les Jeux d'Oslo - Notes du chroniqueur », Revista olímpica, Comité Olímpico Internacional, 1952 [texto íntegro]
49. ↑   — PDF (en francés) « Extrait du procès-verbal de la 47e session, Helsinki 1952 (Palais de la Noblesse) », Revue olympique, Comité Olímpico Internacional, 1952, p. 17 [texto íntegro]
50. ↑  Associated Press, « Winter Olympics Officially Close », The Register-Guard, Oslo, 26 febrero 1952 [texto íntegro (consultado el 25 de abril de 2013)]
51. ↑  Comité Organizador de los VI Juegos Olímpicos de Invierno, 1952, p. 28
52. 1 2  Comité Organizador de los VI Juegos Olímpicos de Invierno, 1952, pp. 31-32
53. ↑  Comité Organizador de los VI Juegos Olímpicos de Invierno, 1952, pp. 30-31
54. 1 2  Comité Organizador de los VI Juegos Olímpicos de Invierno, 1952, p. 32
55. ↑  Comité Organizador de los VI Juegos Olímpicos de Invierno, 1952, p. 34
56. ↑  Comité Organizador de los VI Juegos Olímpicos de Invierno, 1952, pp. 32-33
57. 1 2  Comité Organizador de los VI Juegos Olímpicos de Invierno, 1952, pp. 35-37
58. ↑  Ringstad, J. «Telecommunications for the VI Olympic Winter Games, Oslo 1952» (PDF) (en inglés). Telenore.com. pp. 75-76. Archivado desde el original el 7 de septiembre de 2012. Consultado el 23 de febrero de 2013.
59. ↑  Comité Organizador de los VI Juegos Olímpicos de Invierno, 1952, p. 38
60. 1 2  Comité Organizador de los VI Juegos Olímpicos de Invierno, 1952, p. 39
61. ↑  Comité Organizador de los VI Juegos Olímpicos de Invierno, 1952, p. 75
62. ↑  «1952: King George VI dies in his sleep» (en inglés). BBC - On this day. 6 de febrero de 1952. Consultado el 1 de marzo de 2013.
63. ↑  Comité Organizador de los VI Juegos Olímpicos de Invierno, 1952, p. 175.
64. 1 2  Comité Organizador de los VI Juegos Olímpicos de Invierno, 1952, p. 176
65. ↑  Comité Organizador de los VI Juegos Olímpicos de Invierno, 1952, p. 178.
66. ↑  Anne-Gry Blikom y Eivind Molde. «Sondre Norheim - the Skiing Pioneer of Telemark». Sondre Norheim. Archivado desde el original el 20 de julio de 2011. Consultado el 1 de marzo de 2013.
67. ↑  Comité Organizador de los VI Juegos Olímpicos de Invierno, 1952, p. 207.
68. ↑  Comité Organizador de los VI Juegos Olímpicos de Invierno, 1952, p. 172.
69. ↑  Comité Organizador de los VI Juegos Olímpicos de Invierno, 1952, p. 180.
70. 1 2 3  «Bobsleigh at the 1952 Oslo Winter Games» (en inglés). Sports-Reference. Archivado desde el original el 28 de julio de 2011. Consultado el 25 de febrero de 2013.
71. ↑  Findling y Pelle, 1996, pp. 255-256.
72. 1 2 3 4  «Speed Skating at the 1952 Oslo Winter Games» (en inglés). Sports-Reference. Archivado desde el original el 8 de agosto de 2011. Consultado el 25 de febrero de 2013.
73. ↑  «Oslo 1952 - Speed skating» (en inglés). International Olympic Committee. Consultado el 25 de febrero de 2013.
74. ↑  «Speed Skating History» (en inglés). National Speed Skating Museum. Archivado desde el original el 27 de julio de 2011. Consultado el 25 de febrero de 2013.
75. ↑  «Hjalmar Andersen» (en inglés). International Olympic Committee. Consultado el 25 de febrero de 2013.
76. ↑  «Kornél Pajor» (en inglés). Speed skating stats. Consultado el 25 de febrero de 2013.
77. ↑  Comité Organizador de los VI Juegos Olímpicos de Invierno, 1952, p. 37.
78. ↑  «Alpine Skiing at the 1952 Oslo Winter Games» (en inglés). Sports-Reference. Archivado desde el original el 18 de septiembre de 2010. Consultado el 27 de febrero de 2013.
79. ↑  «Oslo 1952 - Alpine skiing» (en inglés). International Olympic Committee. Consultado el 27 de febrero de 2013.
80. ↑  
«2002 Vermont Ski Museum Hall of Fame Induction - Andrea Mead Lawrence» (en inglés). Vermont Ski and Snowboard Museum. Archivado desde el original el 15 de marzo de 2012. Consultado el 27 de febrero de 2013.
81. ↑  «Alpine Skiing at the 1952 Oslo Winter Games: Men's Slalom Run 1» (en inglés). Sports-Reference. Consultado el 27 de febrero de 2013.
82. 1 2  «Cross Country Skiing at the 1952 Oslo Winter Games» (en inglés). Sports-Reference. Archivado desde el original el 12 de octubre de 2009. Consultado el 8 de marzo de 2013.
83. 1 2  Judd, 2008, p. 27
84. ↑  «Veikko Hakulinen» (en inglés). Sports-Reference. Archivado desde el original el 23 de abril de 2018. Consultado el 8 de marzo de 2013.
85. ↑  «Hallgeir Brenden» (en inglés). Sports-Reference. Consultado el 8 de marzo de 2013.
86. ↑  Comité Organizador de los VI Juegos Olímpicos de Invierno, 1952, p. 203.
87. ↑  «Sverre Stenersen» (en inglés). Sports-Reference. Consultado el 27 de febrero de 2013.
88. ↑  «Nordic Combined at the 1952 Oslo Winter Games» (en inglés). Sports-Reference. Archivado desde el original el 31 de agosto de 2011. Consultado el 27 de febrero de 2013.
89. ↑  «Oslo 1952 - Nordic combined» (en inglés). International Olympic Committee. Consultado el 27 de febrero de 2013.
90. 1 2  Comité Organizador de los VI Juegos Olímpicos de Invierno, 1952, p. 207
91. ↑  Comité Organizador de los VI Juegos Olímpicos de Invierno, 1952, p. 206.
92. 1 2  «Ski Jumping at the 1952 Oslo Winter Games» (en inglés). Sports-Reference. Archivado desde el original el 24 de mayo de 2009. Consultado el 1 de marzo de 2013.
93. ↑  «Figure Skating at the 1952 Oslo Winter Games» (en inglés). Sports Reference. Archivado desde el original el 30 de agosto de 2010. Consultado el 15 de marzo de 2013.
94. ↑  «Figure Skating at the 1952 Oslo Winter Games - Men's Singles» (en inglés). Sports Reference. Archivado desde el original el 30 de junio de 2009. Consultado el 15 de marzo de 2013.
95. ↑  «Oslo 1952 - Figure skating» (en inglés). International Olympic Committee. Consultado el 15 de marzo de 2013.
96. ↑  «Oslo 1952 - Overview» (en inglés). ESPN. 31 de julio de 2010. Consultado el 15 de marzo de 2013.
97. ↑  Judd, 2008, p. 95.
98. ↑  «Tenley Albright» (en inglés). Sports Reference. Archivado desde el original el 25 de enero de 2010. Consultado el 17 de marzo de 2013.
99. ↑  «Dr. Tenley E. Albright» (en inglés). Changing the Face of Medicine. Consultado el 17 de marzo de 2013.
100. ↑  «Figure Skating at the 1952 Oslo Winter Games - Women's Singles» (en inglés). Sports Reference. Archivado desde el original el 1 de febrero de 2010. Consultado el 17 de marzo de 2013.
101. ↑  «Germany Figure Skating at the 1952 Oslo Winter Games» (en inglés). Sports Reference. Archivado desde el original el 21 de abril de 2011. Consultado el 17 de marzo de 2013.
102. ↑  «United States Figure Skating at the 1952 Oslo Winter Games» (en inglés). Sports Reference. Archivado desde el original el 21 de abril de 2011. Consultado el 17 de marzo de 2013.
103. ↑  «Hungary Figure Skating at the 1952 Oslo Winter Games» (en inglés). Sports Reference. Archivado desde el original el 21 de abril de 2011. Consultado el 17 de marzo de 2013.
104. ↑  Comité Organizador de los VI Juegos Olímpicos de Invierno, 1952, p. 41.
105. 1 2  «Ice Hockey at the 1952 Oslo Winter Games» (en inglés). Sports-Reference. Archivado desde el original el 29 de agosto de 2010. Consultado el 6 de marzo de 2013.
106. ↑  «Ice Hockey at the 1948 Sankt Moritz Winter Games» (en inglés). Sports-Reference. Archivado desde el original el 13 de agosto de 2011. Consultado el 6 de marzo de 2013.
107. 1 2  «Oslo 1952 - Ice hockey» (en inglés). International Olympic Comittee. Consultado el 6 de marzo de 2013.
108. 1 2  «Jeux Olympiques d'Oslo 1952» (en francés). Hockey sur glace. Consultado el 6 de marzo de 2013.
109. ↑  Findling y Pelle, 1996, p. 256.
110. ↑  Comité Organizador de los VI Juegos Olímpicos de Invierno, 1952, p. 215.
111. ↑  Jeff Z. Klein (28 de enero de 2010). «It’s Not Hockey, It’s Bandy» (en inglés). The New York Times. Consultado el 10 de marzo de 2013.
112. ↑  Comité Organizador de los VI Juegos Olímpicos de Invierno, 1952, p. 147.
113. ↑  Comité Organizador de los VI Juegos Olímpicos de Invierno, 1952, p. 216.
114. 1 2  Comité Organizador de los VI Juegos Olímpicos de Invierno, 1952, pp. 182-183
115. 1 2  Comité Organizador de los VI Juegos Olímpicos de Invierno, 1952, pp. 184-185
116. 1 2  «Londres 2012: La historia de las medallas olímpicas». BBC Mundo. 27 de julio de 2011. Consultado el 24 de febrero de 2013.
117. ↑  «Oslo 1952 Winter Olympics - Top medalists» (en inglés). International Olympic Committee. Consultado el 24 de febrero de 2012.